# وینتر آوه زولی
وینتر آوه زولی (به انگلیسی: Winter Ave Zoli) (زاده ۲۸ ژوئن ۱۹۸۰) بازیگر، مدل آمریکایی است.
از کارهای معروف او می‌توان به بازی در فیلم سکس و مرگ ۱۰۱ و ستاره‌هایی در فیلم‌های کوتاه اشاره کرد.